# Pimplinae
Die Pimplinae sind eine artenreiche, weltweit verbreitete Unterfamilie der Schlupfwespen, die sowohl in gemäßigten Regionen als auch in den Tropen viele Arten umfasst. Weltweit sind mehr als 1.700 Arten und mindestens 79 Gattungen beschrieben. In Europa gibt es ca. 230 Arten in 39 Gattungen, in Deutschland sind 139 Arten nachgewiesen.
Pimplinae können relativ groß und auffällig aber auch klein sein. Zu dieser Unterfamilie gehören relativ häufige und bekannte Schlupfwespen wie manche Arten der Gattungen Dolichomitus und Pimpla.
Manche Arten sind von wirtschaftlicher Bedeutung, zum Beispiel wird Xanthopimpla nana in Kerala erfolgreich gegen schädliche Raupen der Faulholzmotten-Gattung Opisina an Kokosnuss eingesetzt.

## Morphologie
Die Arten der Pimplinae sind teilweise stämmig mit einem Ovipositor, der kürzer als das Metasoma ist, oder sehr schmal und lang mit einem langen Ovipositor, der den Körper an Länge übertreffen kann. Einen besonders langen Legebohrer hat die südamerikanische Dolichomitus hypermeces, deren Bohrer eine Länge von 165 mm misst bei einer Körperlänge von 2 cm. Die Körpergröße ist sehr unterschiedlich, manche Arten haben eine Vorderflügellänge von nur 3 mm, andere haben Vorderflügel von bis zu 28 mm.
Der meist flache Clypeus ist vom restlichen Gesicht durch eine Kerbe begrenzt. Die Tergite sind hinten unpunktiert im Gegensatz zu den sonst stark skulptierten Chitinplatten. Meist können die Arten nur von Spezialisten bestimmt werden.

## Lebensweise
Pimplinae sind wie alle Schlupfwespen Parasitoide, sie sind außerordentlich vielfältig in ihrer Biologie. Die Mehrheit der Pimplinae sind Ektoparasiten von Larven oder Puppen von Lepidoptera, Coleoptera, Hymenoptera, Diptera oder Spinnen. Manche Pimplinae sind Endoparasiten, einige auch Hyperparasiten, manche sind auch gesellig.
Ursprüngliche Arten der Pimplinae waren vermutlich solitäre Ectoparasiten, an wenig geschützt lebenden Hymenopterenlarven, welche durch einen Stich gelähmt werden (idiobionte Ektoparasiten). Es gibt auch Arten (in Europa: Scambus vesicarius) die in Gallen, die von Blattwespen an Salix gebildet werden, leben und dabei teilweise auch das Pflanzengewebe der Gallen fressen. Manche Arten legen ihre Eier auf Puppen oder Imagines, manche bohren in Substrat. Zum Beispiel bohrt die Riesenschlupfwespe (Dolichomitus imperator) auf der Suche nach Käferlarven Baumstämme an (ähnlich wie Rhyssa persuasoria).
Erwachsene Pimplinae ernähren sich von Nektar, Honigtau oder anderen Pflanzensäften. Weibchen benötigen proteinhalige Nahrung für die Entwicklung der Eier. Einzelne Arten der Gattungen Pimpla und Exeristes leben räuberisch, sie stechen die Wirtsinsekten auch unabhängig von der Eiablage mit dem Ovipositor an, erweitern die Wunde und saugen das Opfer aus.

## Systematik
Die Pimplinae gehören innerhalb der Ichneumonidae zur Gruppe der "Pimpliformes" mit den folgenden neun Unterfamilien: Acaenitinae, Collyriinae, Cylloceriinae, Diacritinae, Diplazontinae, Orthocentrinae, Poemeniinae, Rhyssinae und Pimplinae. Diese Gruppe ist monophyletisch, ihre genauere Systematik ist aber noch unklar.
Die Pimplinae werden in vier Triben eingeteilt: Pimplini, Ephialtini, Delomeristini (einschließlich der Perithoini früherer Autoren) und die Theroniini. Theroniini wurden bisher zu den Pimplini gestellt, aber jetzt wieder als eigene Tribus klassifiziert.
Innerhalb der Pimplini werden zwei Gattungsgruppen definiert, innerhalb der Ephialtini fünf Gattungsgruppen. Nicht alle Gattungsgruppen kommen in der Paläarktis vor und nicht alle sind monophyletisch.
Die holarktische Gattung Pseudorhyssa (mit 4 Arten), die bisher als eigene Tribus Pseudorhyssini zu den Poemeniinae gestellt wurde, wird nun durch Klopfstein et al. zu den Delomeristini verschoben.

## Gattungen in Deutschland
In Deutschland sind 139 Arten aus den folgenden Gattungen nachgewiesen:
Delomeristini:
- Atractogaster
- Delomerista
- Perithous (P. divinator, P. scurra, P. septemcinctorius)
- Pseudorhyssa (P. alpestris, P. nigricornis)

Ephialtini:
- Acrodactyla
- Acropimpla
- Afrephialtes
- Clistopyga (C. incitator)
- Dolichomitus (D. imperator)
- Dreisbachia
- Endromopoda
- Ephialtes (E. manifestator)
- Exeristes  (E. roborator)
- Fredegunda
- Gregopimpla
- Iseropus
- Liotryphon
- Oxyrrhexis
- Paraperithous
- Piogaster
- Polysphincta
- Scambus (S. calobatus)
- Schizopyga
- Sinarachna
- Townesia (T. tenuiventris)
- Tromatobia (T. lineatoria, T. ornata, T. ovivora)
- Zaglyptus
- Zatypota (Z. albicoxa, Z. anomala)

Pimplini:
- Apechthis (A. compunctor, A. rufata)
- Itoplectis (I. alternans)
- Pimpla (P. rufipes, P. turionellae)

Theroniini:
- Theronia (T. atalantae, T. laevigata)

## Weitere Gattungen und Arten
- Lissopimpla excelsa – Australien und Neuseeland

## Biogeographie
Pimplinae sind außer auf den zirkumpolaren Gebieten weltweit verbreitet. Sehr wenige Arten sind jedoch in Neuseeland (nur 2 Arten). Auch in Australien sind mit 59 Arten nur wenige Pimplinae heimisch. Sonst sind die Pimplinae meist sehr gut repräsentiert. Zum Beispiel in Costa Rica 184 Arten, in Brasilien 96 Arten, in Großbritannien 99 Arten und in der Ukraine 146 Arten. In Chile sind jedoch nur 7 Arten nachgewiesen. In Nordamerika sind ähnlich viele Arten von Pimpline wie in der Paläarktis, aber vielfach nicht von den gleichen Gattungen. Einige Gattungen sind sehr weit verbreitet: Pimpla, Itoplectis, Scambus, Dolichomitus, Tromatobia, Zaglyptus, Clistopyga, Polyphincta und Zatypota. Die Gattung Xanthopimpla ist in den Tropen der Alten Welt mit mehreren Hundert Arten verbreitet, aber mit weniger als zehn Arten in der Neotropis. In neotropischen Gebieten (z. B. im Amazonasgebiet) ist die Verbreitung der Ichneumonidae im Allgemeinen und auch der Pimplinae noch unzureichend bekannt.

## Bilder

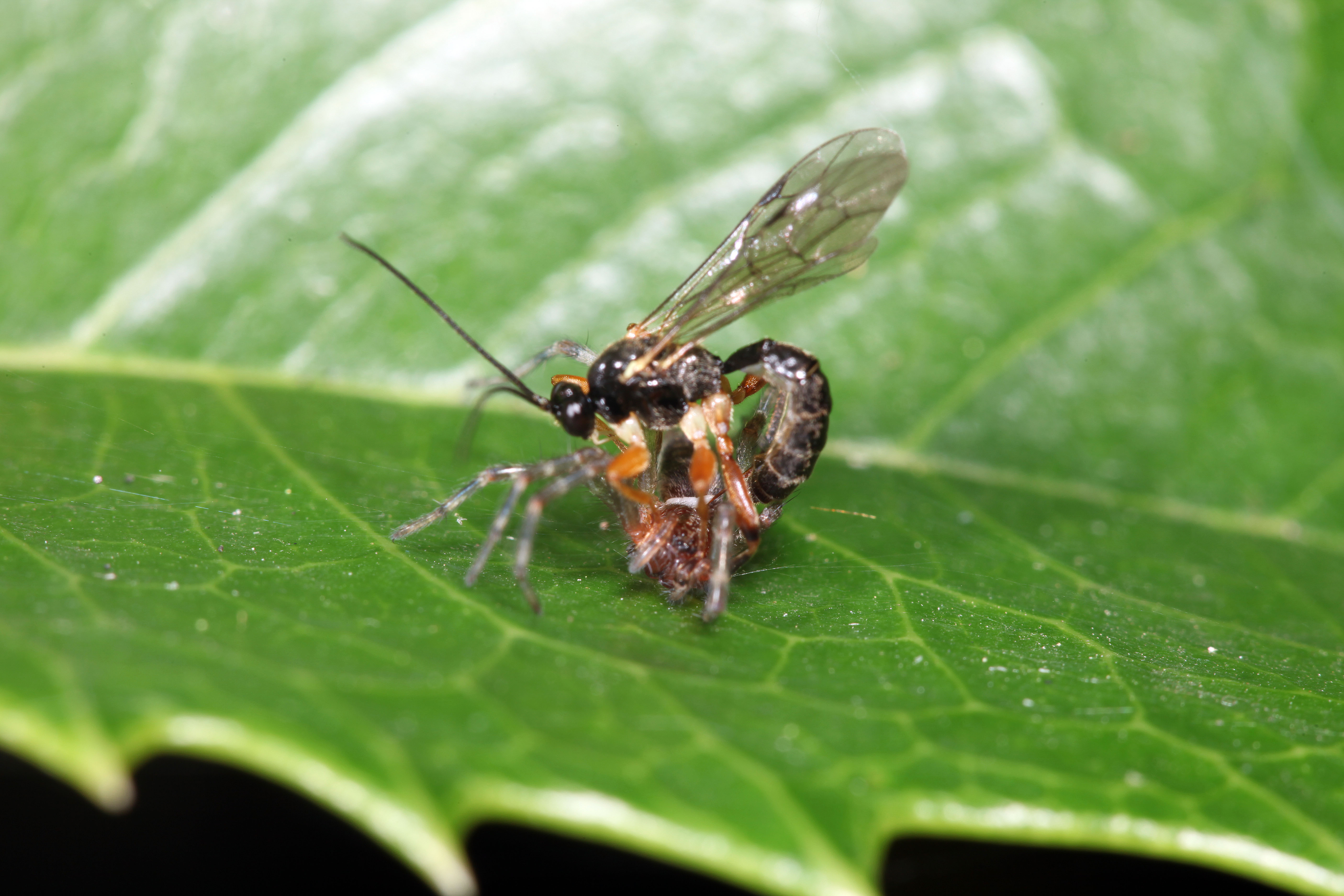
Brachyzapus nikkoensis legt ein Ei auf eine Spinne
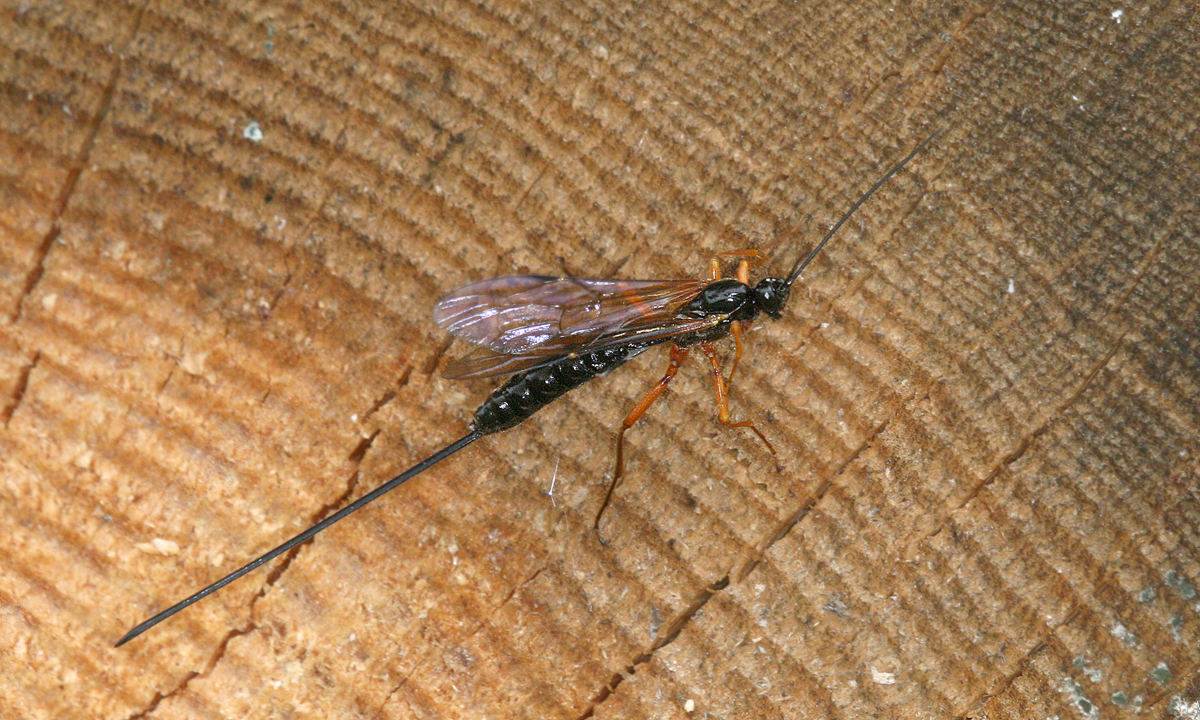
Riesenschlupfwespe (Dolichomitus imperator)
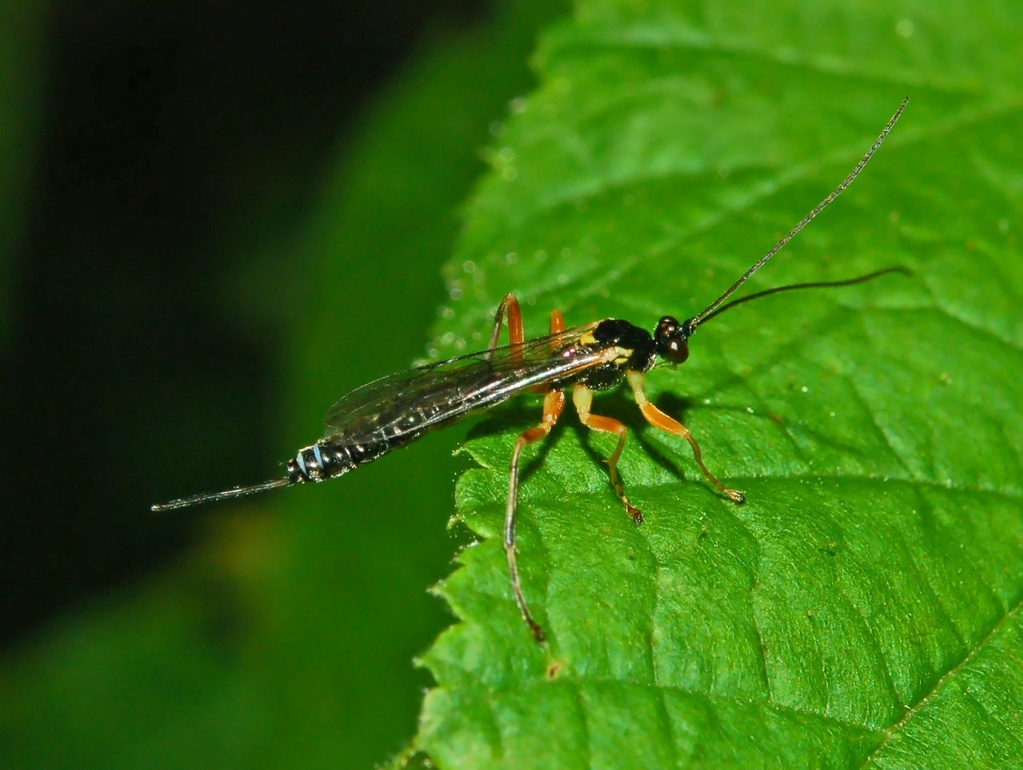
Polysphincta boops
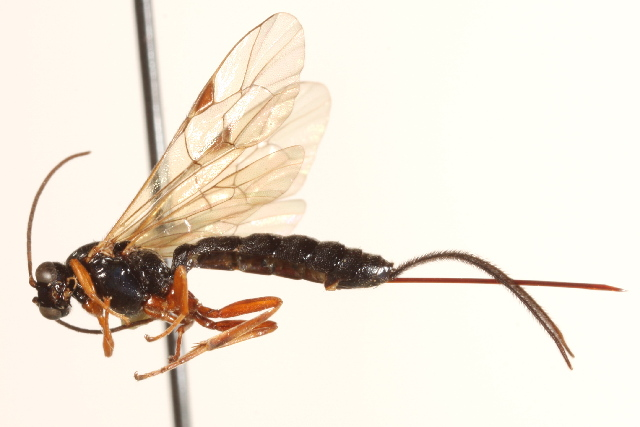
Scambus buolianae
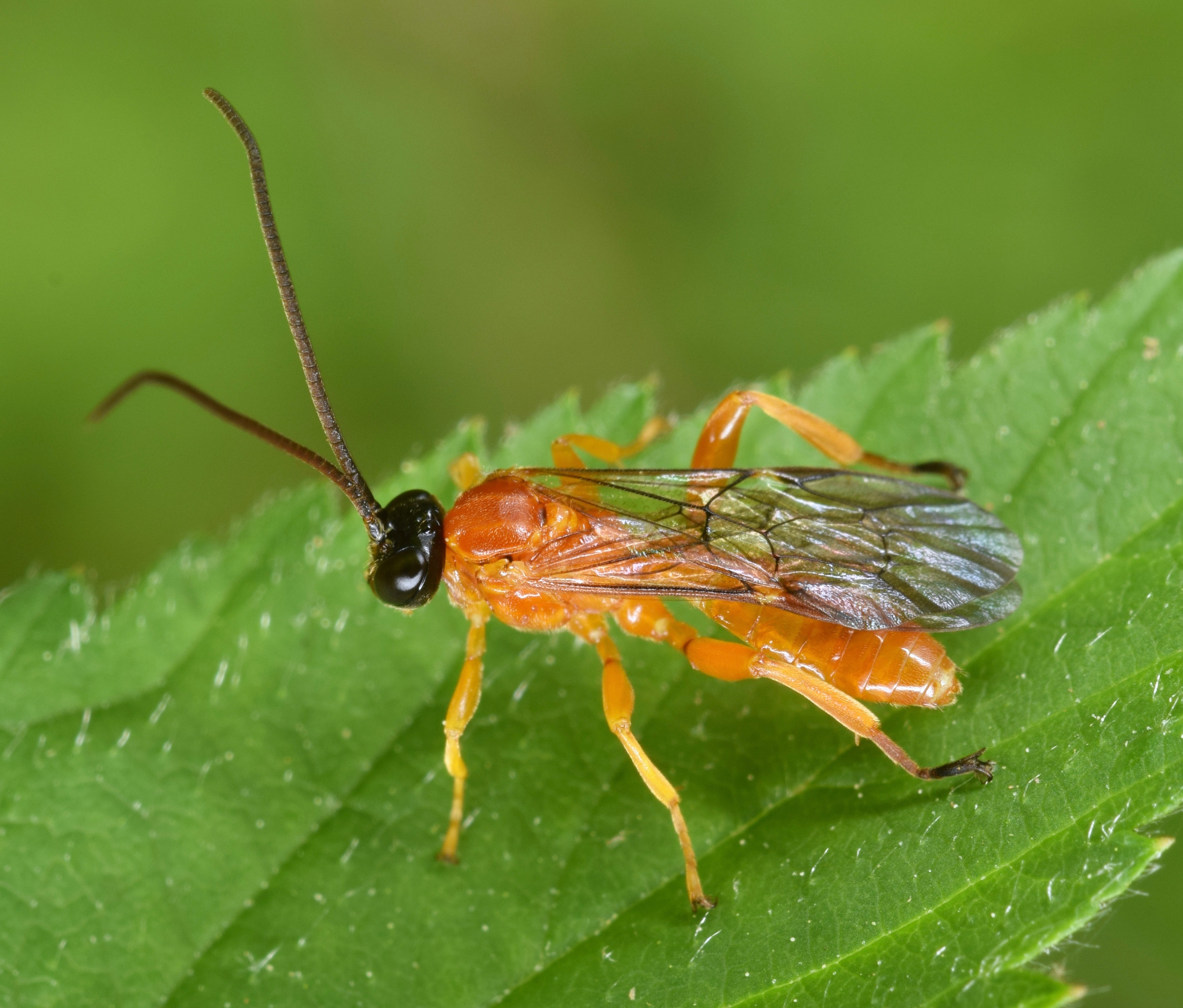
Theronia hilaris